# ICC Women’s World Twenty20 2018
Die ICC World Women’s Twenty20 2018 war die sechste Weltmeisterschaft im Twenty20-Cricket der Frauen und fand vom 9. bis 24. November 2018 in den West Indies statt. Zum ersten Mal wurde der Wettbewerb unabhängig von dem der Männer ausgetragen. Im Finale konnte sich Australien mit 8 Wickets gegen England durchsetzen.

## Teilnehmer
Das Teilnehmerfeld bestand aus zehn Mannschaften. Dabei qualifizierten sich die ersten acht Teams des ICC Women’s World Twenty20 2016 automatisch. Irland und Bangladesch qualifizierten sich bei einem Qualifikationsturnier für diese Weltmeisterschaft.
| - Australien - Bangladesch - England - Indien - Irland | - Neuseeland - Pakistan - Südafrika - Sri Lanka - West Indies |

## Austragungsorte
Die Stadien wurden am 22. Januar 2018 vom ICC bekanntgegeben, wobei auch festgelegt wurde, dass das Finale in North Sound stattfinden würde.
| Stadion                     | Stadt                            | Kapazität |
| --------------------------- | -------------------------------- | --------- |
| Providence Stadium          | Georgetown, Guyana               | 15.000    |
| Darren Sammy Stadium        | Gros Islet, Saint Lucia          | 15.000    |
| Sir Vivian Richards Stadium | North Sound, Antigua und Barbuda | 10.000    |

## Austragungsmodus
In die zwei Vorrundengruppen wurden jeweils fünf Teams gelost, in denen Jeder gegen Jeden jeweils ein Spiel absolvierte. Dabei gab es für die siegreiche Mannschaft zwei Punkte, für die unterlegene keinen. Konnte kein Sieger festgestellt werden (beispielsweise durch Regenabbruch) erhielten beide Mannschaften je einen Punkt. Sollte nach den gespielten Innings beider Mannschaften beide die gleiche Anzahl von Runs erzielt haben, folgt ein Super Over. Nach der Vorrunde qualifizierten sich jeweils die besten beiden Mannschaften beider Gruppen für das Halbfinale, wobei bei Punktgleichheit die Net Run Rate entscheidend war. Die beiden Sieger der Halbfinals spielten anschließend das Finale aus.

## Kaderlisten
Die Teams benannten die folgenden Kader für das Turnier. England benannte seinen Kader am 4. Oktober, Sri Lanka am 19. Oktober, Pakistan am 29. Oktober, und Südafrika am 2. November.
| Twenty20 | Twenty20 | Twenty20 | Twenty20 | Twenty20 |
| Australien | Bangladesch | England | Indien | Irland |
| --- | --- | --- | --- | --- |
| - Meg Lanning (K) - Nicole Bolton - Nicola Carey - Ashleigh Gardner - Rachael Haynes - Alyssa Healy - Jess Jonassen - Delissa Kimmince - Sophie Molineux - Beth Mooney - Ellyse Perry - Megan Schutt - Elyse Villani - Tayla Vlaeminck - Georgia Wareham | - Salma Khatun (K) - Rumana Ahmed - Sharmin Akhter - Nahida Akter - Jahanara Alam - Panna Ghosh - Fargana Haque - Sanjida Islam - Fahima Khatun - Khadija Tul Kubra - Lata Mondol - Ritu Moni - Ayesha Rahman - Nigar Sultana - Shamima Sultana | - Heather Knight (K) - Tammy Beaumont - Katherine Brunt - Sophia Dunkley - Sophie Ecclestone - Natasha Farrant - Kirstie Gordon - Jenny Gunn - Danielle Hazell - Amy Jones (wk) - Natalie Sciver - Linsey Smith - Anya Shrubsole - Fran Wilson - Lauren Winfield - Danni Wyatt                               | - Harmanpreet Kaur (K) - Smriti Mandhana (VK) - Taniya Bhatia (wk) - Ekta Bisht - Dayalan Hemalatha - Mansi Joshi - Veda Krishnamurthy - Anuja Patil - Mithali Raj - Arundhati Reddy - Jemimah Rodrigues - Deepti Sharma - Devika Vaidya - Pooja Vastrakar - Poonam Yadav - Radha Yadav                  | - Laura Delany (K) - Kim Garth - Cecelia Joyce - Isobel Joyce - Shauna Kavanagh - Amy Kenealy - Gaby Lewis - Lara Maritz - Ciara Metcalfe - Lucy O’Reilly - Celeste Raack - Eimear Richardson - Clare Shillington - Rebecca Stokell - Mary Waldron                                               |
| Neuseeland | Pakistan | Südafrika | Sri Lanka | West Indies |
| - Amy Satterthwaite (K) - Suzie Bates - Bernadine Bezuidenhout - Sophie Devine - Kate Ebrahim - Maddy Green - Holly Huddleston - Hayley Jensen - Leigh Kasperek - Amelia Kerr - Katey Martin - Anna Peterson - Hannah Rowe - Lea Tahuhu - Jess Watkin    | - Javeria Khan (K) - Muneeba Ali - Sidra Ameen - Anam Amin - Aiman Anwer - Diana Baig - Nida Dar - Nahida Khan - Bismah Maroof - Sana Mir - Sidra Nawaz - Natalia Pervaiz - Aliya Riaz - Nashra Sandhu - Umaima Sohail - Ayesha Zafar           | - Dané van Niekerk (K) - Trisha Chetty - Moseline Daniels - Yolani Fourie - Shabnim Ismail - Marizanne Kapp - Masabata Klaas - Lizelle Lee - Suné Luus - Zintle Mali - Raisibe Ntozakhe - Mignon du Preez - Robyn Searle - Tumi Sekhukhune - Saarah Smith - Chloe Tryon - Faye Tunnicliffe - Laura Wolvaardt | - Chamari Athapaththu (K) - Kavisha Dilhari - Ama Kanchana - Eshani Kaushalya - Sugandika Kumari - Dilani Manodara - Yashoda Mendis - Hasini Perera - Udeshika Prabodhani - Inoshi Priyadharshani - Oshadi Ranasinghe - Nilakshi de Silva - Shashikala Siriwardene - Rebeca Vandort - Sripali Weerakkody | - Stafanie Taylor (K) - Hayley Matthews (VK) - Merissa Aguilleira - Shemaine Campbelle - Shamilia Connell - Britney Cooper - Deandra Dottin - Afy Fletcher - Sheneta Grimmond - Chinelle Henry - Qiana Joseph - Kycia Knight - Natasha McLean - Anisa Mohammed - Chedean Nation - Shakera Selman |

## Vorrunde

### Gruppe A
Tabelle
| Gruppe A    | Sp. | S | N | NR | P | NRR    |
| ----------- | --- | - | - | -- | - | ------ |
| West Indies | 4   | 4 | 0 | 0  | 8 | +2.241 |
| England     | 4   | 2 | 1 | 1  | 5 | +1.317 |
| Südafrika   | 4   | 2 | 2 | 0  | 4 | −0.277 |
| Sri Lanka   | 4   | 1 | 2 | 1  | 3 | −1.171 |
| Bangladesch | 4   | 0 | 4 | 0  | 0 | −1.989 |

Spiele
| 9. November Scorecard | Georgetown | West Indies 106-8 (20)          | – | Bangladesch 46 (14.4) |
|                       |            | West Indies gewinnt mit 60 Runs |   |                       |

Bangladesch gewann den Münzwurf und entschied sich, als Feldmannschaft zu beginnen. Für die West Indies konnte Kycia Knigh 32 Runs und Stafanie Taylor mit 29 Runs erzielen. Beste Bowlerin für Bangladesch war Jahanara Alam mit 3 Wickets für 23 Runs. In ihrer Antwort konnte für Bangladesch keine Spielerin mehr als zehn Runs erzielen. Beste west-indische Bowlerin war Deandra Dottin mit 5 Wickets für 5 Runs. Als Spielerin des Spiels wurde Deandra Dottin ausgezeichnet.
| 10. November Scorecard | Gros Islet | England        | – | Sri Lanka |
|                        |            | Spiel abgesagt |   |           |

Auf Grund starker Regenfälle wurde das Spiel abgesagt. Daraufhin debattierte der Ausrichter die verbliebenen Spiele in Gros Islet nach North Sound zu verlegen, entschied sich jedoch letztendlich dagegen.
| 12. November Scorecard | Gros Islet | Bangladesch 76-9 (20)                      | – | England 64-3 (9.3/16) |
|                        |            | England gewinnt mit 7 Wickets (D/L method) |   |                       |

England gewann den Münzwurf entschied sich als Feldmannschaft zu beginnen. Für Bangladesch erzielte Ayasha Rahman 39 Runs. Beste Bowlerin für England war Kirstie Gordon 3 Wickets für 16 Runs. Für England erzielte Amy Jones 28 Runs und Natalie Sciver 23 Runs. Beste Bowlerin für Bangladesch war Salma Khatun mit 2 Wickets für 17 Runs. Also Spielerin des Spiels wurde Kirstie Gordon ausgezeichnet.
| 12. November Scorecard | Gros Islet | Sri Lanka 99-8 (20)             | – | Südafrika 102-3 (18.3) |
|                        |            | Südafrika gewinnt mit 7 Wickets |   |                        |

Südafrika gewann den Münzwurf und entschied sich als Feldmannschaft anzutreten. Für Sri Lanka erzielte Shashikala Siriwardene 21 Runs und Dilani Manodara 20 Runs. Beste südafrikanische Bowlerin war Shabnim Ismail mit 3 Wickets für 10 Runs. Für Südafrika erzielte Marizanne Kapp 38 Runs und Dané van Niekerk 33 Runs. Die drei Wickets für Sri Lanka verteilten sich auf drei Bowlerinnen. Als Spielerin des Spiels wurde Shabnim Ismail ausgezeichnet.
| 14. November Scorecard | Gros Islet | Sri Lanka 97-7 (20)           | – | Bangladesch 72 (20) |
|                        |            | Sri Lanka gewinnt mit 25 Runs |   |                     |

Bangladesch gewann den Münzwurf und entschied sich als Feldmannschaft zu beginnen. Für Sri Lanka erzielte Shashikala Siriwardene 31 Runs. Beste Bowlerin für Bangladesch war Jahanara Alam mit 3 Wickets für 21 Runs. Für Bangladesch erzielte Nigar Sultana 20 Runs. Beste Bowlerin für Sri Lanka war Chamari Athapaththu mit 3 Wickets für 17 Runs. Als Spielerin des Spiels wurde Shashikala Siriwardene ausgezeichnet.
| 14. November Scorecard | Gros Islet | West Indies 107-7 (20)          | – | Südafrika 76 (18.4) |
|                        |            | West Indies gewinnt mit 31 Runs |   |                     |

Südafrika gewann den Münzwurf und entschied sich als Feldmannschaft zu beginnen. Für die West Indies erzielte Kycia Knight 31 Runs und Natasha McLean 28 Runs. Beste Bowlerin für Südafrika war Shabnim Ismail mit 3 Wickets für 12 Runs. Für Südafrika erzielte Marizanne Kapp 26 Runs und Lizelle Lee 24 Runs. Beste Bowlerin für die West Indies war Stafanie Taylor mit 4 Wickets für 12 Runs. Als Spielerin des Spiels wurde Stafanie Taylor ausgezeichnet.
| 16. November Scorecard | Gros Islet | Südafrika 85 (19.3)           | – | England 87-3 (14.1) |
|                        |            | England gewinnt mit 7 Wickets |   |                     |

Südafrika gewann den Münzwurf und entschied sich als Schlag Mannschaft zu beginnen. Für Südafrika erzielte Chloe Tryon 27 Runs. Beste Bowlerinnen für England mit jeweils drei Wickets waren Natalie Sciver für 4 Runs und Anya Shrubsole für 11 Runs. Für England erzielte Danni Wyatt 27 Runs und Tammy Beaumont 24 Runs. Beste Bowlerin für Südafrika war Dané van Niekerk mit 2 Wickets für 13 Runs. Als Spielerin des Spiels wurde Shashikala Siriwardene ausgezeichnet.
| 16. November Scorecard | Gros Islet | West Indies 187-5 (20)          | – | Sri Lanka 104 (17.4) |
|                        |            | West Indies gewinnt mit 83 Runs |   |                      |

Die West Indies gewannen den Münzwurf und entschieden sich als Schlagmannschaft zu beginnen. Für diese erzielten Hayley Matthews 62 Runs, Deandra Dottin 49 Run s und Stefanie Taylor 41 Runs. Die Wickets für Sri Lanka verteilten sich auf drei Bowlerinnen mit jeweils einem Wicket. Für Sri Lanka erzielte Chamari Athapaththu 44 Runs. Beste Bowlerin für die West Indies war Hayley Matthews mit 3 Wickets für 16 Runs. Als Spielerin des Spiels wurde Hayley Matthews ausgezeichnet.
| 18. November Scorecard | Gros Islet | England 115-8 (20)                | – | West Indies 117-6 (19.3) |
|                        |            | West Indies gewinnt mit 4 Wickets |   |                          |

Die West Indies gewannen den Münzwurf und entschieden sich als Feldmannschaft zu beginnen. Für England erzielten Sophia Dunkley 35 Runs, Anya Shrubsole 29 Runs und Tammy Beaumont 23 Runs. Beste Bowlerinnen für die West Indies mit jeweils 2 Wickets waren Shakera Selman für 15 Runs und Deandra Dottin für 21 Runs. Für die West Indies erzielten Deandra Dottin 46 Runs und Shemaine Campbelle 45 Runs. Beste Bowlerin für England war Anya Shrubsole mit 3 Wickets für 10 Runs. Als Spielerin des Spiels wurde Deandra Dottin ausgezeichnet.
| 18. November Scorecard | Gros Islet | Südafrika 109-9 (20)          | – | Bangladesch 79-5 (20) |
|                        |            | Südafrika gewinnt mit 30 Runs |   |                       |

Bangladesch gewann den Münzwurf und entschied sich als Feldmannschaft zu beginnen. Für Südafrika erzielte Marizanne Kapp 25 Runs und Lizelle Lee 21 Runs. Beste Bowlerin für Bangladesch war Salma Khatun mit 3 Wickets für 20 Runs. Bei ihrer Antwort erzielte für Bangladesch Rumana Ahmed 34 Runs. Die Wickets der Südafrikanerinnen verteilten sich auf fünf Bowlerinnen mit jeweils einem Wicket. Als Spielerin des Spiels wurde Marizanne Kapp ausgezeichnet.

### Gruppe B
Tabelle
| Gruppe B   | Sp. | S | N | NR | P | NRR    |
| ---------- | --- | - | - | -- | - | ------ |
| Indien     | 4   | 4 | 0 | 0  | 8 | +1.827 |
| Australien | 4   | 3 | 1 | 0  | 6 | +1.515 |
| Neuseeland | 4   | 2 | 2 | 0  | 4 | +1.031 |
| Pakistan   | 4   | 1 | 3 | 0  | 2 | −0.987 |
| Irland     | 4   | 0 | 4 | 0  | 0 | −3.525 |

Spiele
| 9. November Scorecard | Georgetown | Indien 194-5 (20)          | – | Neuseeland 160-9 (20) |
|                       |            | Indien gewinnt mit 34 Runs |   |                       |

Indien gewann den Münzwurf und entschied sich am Schlag zu beginnen. Für Indien erzielte Harmanpreet Kaur mit 103 Runs aus 51 Bällen den ersten Century für eine Inderin in einem Twenty20 International überhaupt. Des Weiteren erzielte Jemimah Rodrigues 53 Runs. Erfolgreichste neuseeländische Bowlerin war Lea Tahuhu mit 2 Wickets für 18 Runs. Für Neuseeland erzielte Suzie Bates 67 Runs und Katey Martin 39 Runs. Beste indische Bowlerinnen waren mit jeweils 3 Wickets Dayalan Hemalatha für 26 Runs und Poonam Yadav für 33 Runs. Als Spielerin des Spiels wurde Harmanpreet Kaur ausgezeichnet.
| 9. November Scorecard | Georgetown | Australien 165-5 (20)          | – | Pakistan 113-8 (20) |
|                       |            | Australien gewinnt mit 52 Runs |   |                     |

Australien gewann den Münzwurf und entschied sich am Schlag zu beginnen. Für diese erzielten sowohl Alyssa Healy als auch Beth Mooney 48 Runs und Meg Lanning 41 Runs. Beste pakistanische Bowlerinnen waren mit jeweils 2 Wickets Aliya Riaz für 25 Runs und Nashra Sandhu für 43 Runs. Für Pakistan erzielte Bismah Maroof 26 Runs. Beste australische Bowlerinnen waren mit jeweils 2 Wickets Megan Schutt für 13 Runs und Georgia Wareham für 18 Runs. Als Spielerin des Spiels wurde Alyssa Healy ausgezeichnet.
| 11. November Scorecard | Georgetown | Pakistan 133-7 (20)          | – | Indien 137-3 (19) |
|                        |            | Indien gewinnt mit 7 Wickets |   |                   |

Indien gewann den Münzwurf und entschied sich als Feldmannschaft zu beginnen. Für Pakistan erzielten Bismah Maroof 53 Runs und Nida Dar 52 Runs. Beste indische Bowlerinnen waren Poonam Yadav mit 2 Wickets für 22 Runs und Dayalan Hemalatha mit 2 Wickets für 34 Runs. Für Indien erzielte Mithali Raj 56 Runs und Smriti Mandhana 26 Runs. Die pakistanischen Wickets verteilten sich auf drei Bowlerinnen mit jeweils einem Wicket. Als Spielerin des Spiels wurde Mithali Raj ausgezeichnet.
| 11. November Scorecard | Georgetown | Irland 93-6 (20)                 | – | Australien 94-1 (9.1) |
|                        |            | Australien gewinnt mit 9 Wickets |   |                       |

Irland gewann den Münzwurf und entschied sich am Schlag zu beginnen. Für diese erzielte Kim Garth 24 Runs. Beste australische Bowlerin war Ellyse Perry mit 2 Wickets für 12 Runs. Für Australien erzielte Alyssa Healy 56 Runs und wurde dafür als Spielerin des Spiels ausgezeichnet.
| 13. November Scorecard | Georgetown | Pakistan 139-6 (20)          | – | Irland 101-9 (20) |
|                        |            | Pakistan gewinnt mit 38 Runs |   |                   |

Pakistan gewann den Münzwurf und entschied sich als Schlagmannschaft zu beginnen. Für diese erzielte Javeria Khan 74 Runs. Beste irische Bowlerin war Lucy O’Reilly mit 3 Wickets für 19 Runs. Für Irland erzielte Isobel Joyce 30 Runs und Clare Shillington 27 Runs. Die indischen Wickets verteilten sich auf vier Bowlerinnen mit jeweils zwei Wickets. Als Spielerin des Spiels wurde Javeria Khan ausgezeichnet.
| 13. November Scorecard | Georgetown | Australien 153-7 (20)          | – | Neuseeland 120 (17.3) |
|                        |            | Australien gewinnt mit 33 Runs |   |                       |

Australien gewann den Münzwurf und entschied sich als Schlagmannschaft zu beginnen. Für diese erzielte Alyssa Healyn 53 Runs sowie Rachael Haynes 29* Runs und Beth Mooney 26 Runs. Beste neuseeländische Bowlerin war Leigh Kasperek mit 3 Wickets für 25 Runs. Für Neuseeland erzielte Suzie Bates 48 Runs und Katey Martin 24 Runs. Beste australische Bowlerin war Megan Schutt mit 3 Wickets für 12 Runs. Als Spielerin des Spiels wurde Alyssa Healy ausgezeichnet.
| 15. November Scorecard | Georgetown | Indien 145-6 (20)          | – | Irland 93-8 (20) |
|                        |            | Indien gewinnt mit 52 Runs |   |                  |

Irland gewann den Münzwurf und entschied sich als Feldmannschaft zu beginnen. Für Indien erzielte Mithali Raj 51 Runs und Smriti Mandhana 33 Runs. Beste irische Bowlerin war Kim Garth mit 2 Wickets für 22 Runs. Für Irland erzielte Isobel Joyce 33 Runs und Clare Shillington 23 Runs. Beste indische Bowlerin war Radha Yadav mit 3 Wickets für 25 Runs. Als Spielerin des Spiels wurde Mithali Raj ausgezeichnet.
| 15. November Scorecard | Georgetown | Neuseeland 144-6 (20)          | – | Pakistan 90 (18) |
|                        |            | Neuseeland gewinnt mit 54 Runs |   |                  |

Pakistan gewann den Münzwurf und entschied sich als Feldmannschaft zu beginnen. Für Neuseeland erzielte Suzie Bates 35 Runs und Sophie Devine 32 Runs. Beste pakistanische Bowlerinnen waren mit jeweils 2 Wickets Aliya Riaz für 29 Runs und Sana Mir für 35 Runs. Für Pakistan erzielte Javeria Khan 36 Runs. Beste neuseeländische Bowlerinnen waren mit jeweils 3 Wickets Jess Watkin für 9 Runs und Amelia Kerr für 21 Runs. Als Spielerin des Spiels wurde Jess Watkin ausgezeichnet.
| 17. November Scorecard | Georgetown | Indien 167-8 (20)          | – | Australien 119 (19.4) |
|                        |            | Indien gewinnt mit 48 Runs |   |                       |

Indien gewann den Münzwurf und entschied sich als Schlagmannschaft zu beginnen. Für diese erzielte Smriti Mandhana 83 Runs und Harmanpreet Kaur 43 Runs. Beste australische Bowlerin war Ellyse Perry mit 3 Wickets für 16 Runs. Für Australien erzielte Ellyse Perry 39 Runs. Beste indische Bowlerin war Anuja Patil mit 3 Wickets für 15 Runs. Als Spielerin des Spiels wurde Smriti Mandhana ausgezeichnet.
| 17. November Scorecard | Georgetown | Irland 79-9 (20)                 | – | Neuseeland 81-2 (7.3) |
|                        |            | Neuseeland gewinnt mit 8 Wickets |   |                       |

Irland gewann den Münzwurf und entschied sich als Schlagmannschaft zu beginnen. Für diese erzielte Gaby Lewis 39 Runs. Beste neuseeländische Bowlerin war Leigh Kasperek mit 3 Wickets für 19 Runs. Für Neuseeland erzielte Sophie Devine 51 Runs. Die beiden irischen Wickets wurden durch zwei verschiedene Bowlerinnen erzielt. Als Spielerin des Spiels wurde Sophie Devine ausgezeichnet.

## Halbfinale
| 22. November Scorecard | North Sound | Australien 142-5 (20)          | – | West Indies 71 (17.3) |
|                        |             | Australien gewinnt mit 71 Runs |   |                       |

Die West Indies gewannen den Münzwurf und entschieden sich als Feldmannschaft zu beginnen. Für Australien konnte sich von den Eröffnungs-Batterinnen Alyssa Healy etablieren, die zusammen mit der dritten Schlagfrau, der Kapitänin Meg Lanning eine Partnerschaft über 51 Runs aufbaute. Nachdem Healy ihr Wicket nach 46 Runs verlor, begleitete Lanning Ashleigh Gardner mit 14 Runs. Nachdem Lanning nach 31 Runs ausgeschieden war, konnte Rachael Haynes noch 25* Runs hinzufügen. Die west-indischen Wickets verteilten sich auf fünf verschiedene Bowlerinnen. In ihrer Antwort gelang für die West Indies nur Stafanie Taylor mit 16 Runs mehr als zehn Runs zu erzielen. Beste australische Bowlerinnen mit jeweils 2 Wickets waren Ellyse Perry für 2 Runs, Ashleigh Gardner für 15 Runs und Delissa Kimmince für 17 Runs. Als Spielerin des Spiels wurde Alyssa Healy ausgezeichnet.
| 22. November Scorecard | North Sound | Indien 112 (19.3)             | – | England 116-2 (17.1) |
|                        |             | England gewinnt mit 8 Wickets |   |                      |

Indien gewann den Münzwurf und entschied sich als Schlagmannschaft zu beginnen. Von den Eröffnungs-Batterinnen konnte zunächst Smriti Mandhana 34 Runs erzielen, bevor sie ihr Wicket verlor. Ihr folgte Jemimah Rodrigues mit 26 und Harmanpreet Kaur mit 16 Runs. Die ihnen nachfolgenden Spielerinnen konnten nicht mehr als zehn Runs erzielen. Beste Bowlerin für England war Heather Knight für 3 Wickets für 9 Runs. England verlor in seiner Antwort zunächst früh ihre Eröffnungs-Batter, bevor Amy Jones und Natalie Sciver aufs Feld kamen. Diese konnten dann ohne Wicket-Verlust mit jeweils einem Half-Century, Jones über 53 Runs und Sciver über 52 Runs, die Vorgabe der Inderinnen einholen. Die beiden indischen Wickets wurden durch zwei Bowlerinnen erzielt. Als Spielerin des Spiels wurde Amy Jones ausgezeichnet.

## Finale
| 24. November Scorecard | North Sound | England 105 (19.4)               | – | Australien 106-2 (15.1) |
|                        |             | Australien gewinnt mit 8 Wickets |   |                         |

England gewann den Münzwurf und entschied sich als Schlagmannschaft zu beginnen. Für England konnte sich zunächst Eröffnungs-Batterin Danni Wyatt etablieren, es dauerte jedoch, bis sie mit Heather Knight eine Partnerin fand. Wyatt verlor ihr Wicket nach 43 Runs, aber in der folge konnte sich keine weitere Spielerin etablieren. Knight schied nach 25 Runs aus. Beste australische Bowlerin war Ashleigh Gardner mit 3 Wickets für 22 Runs. Für Australien konnten zunächst Alyssa Healy 22 Runs und Beth Mooney 14 Runs erzielen. Nach deren ausscheiden waren es Ashleigh Gardner mit 33* Runs und Meg Lanning mit 28* Runs die die Vorgabe der Engländerinnen einholten. Als Spielerin des Spiels wurde Ashleigh Gardner ausgezeichnet.

## Statistiken
Die folgenden Cricketstatistiken wurden bei diesem Turnier erzielt.
| Tests            | Tests       | Tests   | Tests   | Tests   | Tests   | Tests   | Tests   | Tests   |
| Batting          | Batting     | Batting | Batting | Batting | Batting | Batting | Batting | Batting |
| Spieler          | Mannschaft  | Spiele  | Innings | Runs    | Average | HS      | 100s    | 50s     |
| ---------------- | ----------- | ------- | ------- | ------- | ------- | ------- | ------- | ------- |
| Alyssa Healy     | Australien  | 6       | 5       | 225     | 56,25   | 56*     | 0       | 2       |
| Harmanpreet Kaur | Indien      | 5       | 5       | 183     | 45,75   | 103     | 1       |         |
| Smriti Mandhana  | Indien      | 5       | 5       | 178     | 35,60   | 83      | 0       | 1       |
| Suzie Bates      | Neuseeland  | 4       | 4       | 161     | 40,25   | 67      | 0       | 1       |
| Javeria Khan     | Pakistan    | 4       | 4       | 136     | 45,33   | 74*     | 0       | 1       |
| Bowling          |             |         |         |         |         |         |         |         |
| Spieler          | Mannschaft  | Spiele  | Overs   | Wickets | Average | BBI     | 5W      | 10W     |
| Deandra Dottin   | West Indies | 5       | 13.4    | 10      | 7,70    | 5/5     | 1       | 0       |
| Ashleigh Gardner | Australien  | 6       | 18.0    | 10      | 10,70   | 3/22    | 0       | 0       |
| Megan Schutt     | Australien  | 6       | 21.4    | 10      | 11,10   | 3/12    | 0       | 0       |
| Ellyse Perry     | Australien  | 6       | 16.0    | 9       | 9,88    | 3/16    | 0       | 0       |
| Stafanie Taylor  | West Indies | 5       | 15.4    | 8       | 10,25   | 4/12    | 0       | 0       |
| Leigh Kasperek   | Neuseeland  | 4       | 16.0    | 8       | 11,75   | 3/19    | 0       | 0       |
| Kirstie Gordon   | England     | 5       | 19.0    | 8       | 12,25   | 3/16    | 0       | 0       |
| Radha Yadav      | Indien      | 5       | 20.0    | 8       | 14,37   | 3/25    | 0       | 0       |
| Poonam Yadav     | Indien      | 5       | 20.0    | 8       | 15,75   | 3/33    | 0       | 0       |